# Infinity Award du photojournalisme
Le prix Infinity Award du photojournalisme est décerné annuellement depuis 1985 par le Centre international de la photographie.

## Liste des lauréats
- 1985 : Alberto Venzago
- 1986 : Sebastião Salgado
- 1987 : Eugene Richards
- 1988 : Sebastião Salgado
- 1989 : James Nachtwey
- 1990 : Jacques Langevin
- 1991 : Antonin Kratochvil
- 1992 : Christopher Morris
- 1993 : James Nachtwey
- 1994 : Hans-Jürgen Burkard
- 1995 : Gilles Peress
- 1996 : Lise Sarfati
- 1997 : Mary Ellen Mark
- 1998 : Steve Hart
- 1999 : Alexandra Boulat
- 2000 : James Nachtwey
- 2001 : Luc Delahaye
- 2002 : Tyler Hicks
- 2003 : Alex Majoli
- 2004 : Simon Norfolk
- 2005 : The New Yorker
- 2006 : Yuri Kozyrev
- 2007 : Christopher Morris
- 2008 : Anthony Suau
- 2009 : Geert van Kesteren
- 2010 : Reza
- 2011 : Adrees Latif
- 2012 : Benjamin Lowy
- 2013 : David Guttenfelder
- 2014 : Stephanie Sinclair et Jessica Dimmock
- 2015 : Tomas van Houtryve
- 2016 : Zanele Muholi